# 콥스 파티: 사치코의 연애유희 히스테릭 버스데이 2U
《콥스 파티: 사치코의 연애유희 히스테릭 버스데이 2U》는 팀 그리그리가 개발하고 5pb.과 메지스가 배급한 비주얼 노블이다. 《콥스 파티》 시리즈의 외전으로, 플레이스테이션 포터블 플랫폼으로 개발돼 일본서 2012년 8월 2일 출시됐다.
《콥스 파티》의 악역 사치코가 생일을 맞이해 텐진초등학교의 희생자들을 불러서 놀이를 하는 이야기를 그렸다. 본편 게임과는 달리 패러디와 코미디 위주로 전개되는 것이 특징이다.
2019년에 엑시드 게임스가 배급한 마이크로소프트 윈도우 이식판이 발매됐다.

## 참조

### 주해
1. ↑  일본어: コープスパーティー -THE ANTHOLOGY- サチコの恋愛遊戯♥Hysteric Birthday 2U, 영어: Corpse Party: Sweet Sachiko's Hysteric Birthday Bash